# Dekanat Odessa
Dekanat Odessa – jeden z 7 dekanatów katolickich w diecezji odesko-symferopolskiej na Ukrainie.
dziekan: ks. Wiktor Cyran SAC

## Parafie
- Czarnomorsk – Parafia Matki Bożej Nieustającej Pomocy
  - prob. ks. Mateusz Szumski
- Sanżijka – duszpasterska placówka dojazdowa (Czarnomorsk)
- Dobrooleksandriwka – duszpasterska placówka dojazdowa (Czarnomorsk)
- Daczne – Parafia św. Jana Pawła II
  - prob. ks. Marek Żuk MIC
- Nadłymanśke – duszpasterska placówka dojazdowa (Daczne)
- Tepłodar – duszpasterska placówka dojazdowa (Daczne)
- Fontanka – Parafia św. Pawła de Wincenta
  - prob. ks. Vitalij Nowak CM
- Dobrosław – duszpasterska placówka dojazdowa (Fontanka)
- Onyszkowo – duszpasterska placówka dojazdowa (Fontanka)
- Buldynka – duszpasterska placówka dojazdowa (Fontanka)
- Piwdenne – Parafia Narodzenia Najświętszej Marii Panny
  - prob. ks. Maxim Mazno
- Koblewo - duszpasterska placówka dojazdowa (Jużne)
- Odessa – Parafia katedralna Wniebowzięcia Najświętszej Maryi Panny
  - prob. ks. Józef Pawluk; ks. Franciszek Augustyński; ks. Witalij Podgorodecki
- Odessa – Parafia św. Piotra Ap.
  - prob. ks. Witalij Kriwicki SDB; ks Michał Wocial SDB; Joachim Yacita SDB; ks. Ireneusz Piekosz SDB; ks. Michał Nutkowski SDB
- Odessa – Parafia św. Klemensa I
  - prob. ks. Jerzy Siciński SAC; ks. Stanisław Kantor SAC;
- Odessa – Parafia Matki Bożej Fatimskiej
  - prob. ks. Wiktor Cyran SAC
- Odessa – Parafia Boga Ojca Przedwiecznego
  - prob. ks. Jerzy Górski
- Odessa – Misja " Ad Gentes" św. Filipa Neri i Martina Posses; neokatechumenalna 
  - ks. Piotr Kisielnicki
- Krasnosiłka – Parafia św. Ojca Pio z Pietrelciny
  - prob. ks. Jerzy Górski
- Rozdilna (Rozkład) – Parafia Miłosierdzia Bożego
  - prob. ks. Jan Darszewicz; o. Paweł Stanaszek
- Limansk - duszpasterska placówka dojazdowa (Rozdilna)